# 사랑이 오네요
《사랑이 오네요》는 2016년 6월 20일부터 2016년 12월 16일까지 방영되었던 SBS 아침연속극이었다.

## 기획 의도
사랑에 상처 입고 미혼모가 된 한 소박한 일상의 행복을 추구하며 다시 찾아온 사랑을 쟁취하고 가족의 소중함을 새겨 나가는 이야기를 그린 드라마

## 등장인물

### 주요 인물
- 김지영(이은희 / 유애리) : 이 드라마의 여주인공. 42세, 웨딩드레스 디자이너, 미혼모
- 이민영(나선영) : 이 드라마의 서브 여주인공. 43세, 파파그룹 부회장
- 이훈[1](김상호 / 금방석) : 이 드라마의 남주인공이자 진 최종 보스. 45세, 선영의 남편, 파파제과 기획본부장, 해인의 생부 → 수감자, 선영의 전남편
- 고세원(나민수) : 이 드라마의 서브 남주인공. 42세, 선영의 남동생, 하라웨딩 사장

### 주변 인물
- 심은진(신다희 / 이칠칠) : 이 드라마의 만악의 근원이자 메인 악녀이며 중간 보스. 40세, 상호의 내연녀, 하라웨딩 디자이너, 학력위조범 → 전과자, 장애인
- 장동직(오우주) : 45세, 재즈카페 사장, 드러머, 선영의 연인
- 공다임(이해인 → 금해인) : 23세, 은희&상호 딸, 경영학과 전공
- 박근형(나대기) : 70세, 선영과 민수의 아버지, 파파그룹 회장
- 김영란(양복순 여사) : 65세, 은희 어머니
- 민찬기(김정훈) : 29세, 파파제과 비서실 직원, 경영학 전공, 유학파
- 이영유[2](김아영 → 금아영) : 21세, 상호와 선영의 딸, 식품영양학 전공 대학생
- 맹세창(장한솔) : 23세, 해인의 절친한 친구, 대학생, 예비 회계사
- 적우(박리나) : 40세, 우주의 전처, 가수
- 오지영(이경순) : 50세, 한솔 어머니, 파파제과 청소부
- 김호창(이진호) : 38세, 은희의 웨딩숍 디자이너이자 보조
- 백보람(김여진) : 33세, 은희의 웨딩숍 직원
- 송주연(이미진) · 염지영(김숙희) : 31세, 하라웨딩홀 디자이너 스태프. 대리
- 최성민(김호영) : 18세, 아영 동생, 유학중
- 김민수(장욱) : 54세, 나 회장의 최측근 비서
- 박도윤(파파제과 TF팀 직원) : 26세

### 그 외 인물
- 이기열(판사)
- 김승필(최충복)
- 정아미(장 교수)
- 정명준(박 사장)
- 배정화(경애)
- 이현걸, 윤배영, 박성택, 김상일
- 윤복성(진철호 부장검사)
- 조용상
- 이상훈(밥스)
- 최동엽(교도소장)

### 특별 출연
- 정규수(은희 아버지)

## 결방 사유 및 연장(2016)
- '8월 5일 : 2016년 하계 올림픽 축구 대한민국 VS 피지 중계방송으로 인해 결방[3]
- 8월 9, 11, 12, 15, 16 : 2016년 하계 올림픽 중계방송으로 인해 결방[4][5][6][7]
- 8월 22일 : 2016년 하계 올림픽 폐회식 중계방송으로 인해 결방
- 11월 2일 : 제14회 미래한국리포트 방송으로 인해 결방
- 사랑이 오네요 방영 분량이 120부작에서 2회 연장되어 122부작으로 변경 및 확정되었다.

## 수상 및 후보
| 연도 | 시상식       | 부문                            | 수상자 | 결과 |
| ---- | ------------ | ------------------------------- | ------ | ---- |
| 2016 | SBS 연기대상 | 장편드라마 부문 여자 우수연기상 | 김지영 | 수상 |
| 2016 | SBS 연기대상 | 장편드라마 부문 남자 특별연기상 | 고세원 | 후보 |